# Чернявский, Пётр Николаевич
Пётр Никола́евич Черня́вский (укр. Петро Миколайович Чернявський; 16 апреля 1986, Киев, Украинская ССР, СССР) — украинский музыкант, гитарист украинской рок-группы «Океан Эльзы» с 2005 по 2013 год, композитор и музыкальный продюсер.

## Детство и юность
Родился в Киеве в 1986 году. Заинтересовался музыкой в 5 лет, в том же возрасте сделал первые шаги в игре на гитаре.
После шести классов обучения в средней школе № 182 (1991—1997) перешёл в Русановский лицей (1997—2002). Там же и участвовал в своей первой группе. В 2002 году поступил в НТУУ «Киевский Политехнический Институт» (2002—2005). Академического музыкального образования не имеет.
В 2003 году присоединился к группе Абздольц. Также экспериментировал в других независимых музыкальных объединениях. Одним из таких ансамблей была группа ДЗД (День Защиты Детей) с вокалистом Антоном Зайцем. Был автором нескольких песен, а также музыки.

## Океан Эльзы
Весной 2005 года приглашен в «Океан Эльзы». Дебютный сингл с группой — «Без бою». Дебютный альбом — «Gloria». По информации выпускающего лейбла Lavina Music, в первые шесть часов после начала продаж альбом стал платиновым, разойдясь тиражом в более чем 100 тысяч экземпляров. В следующем альбоме, «Міра» (2007), стал соавтором двух песен.
В 2008 участвовал в разработке и записи проекта Святослава Вакарчука «Вночі».
В 2009 записал с группой альбом «Dolce Vita», для которого создал музыку к ещё двум песням. Альбом вышел 10 марта 2010 года. В поддержку альбома был отыгран глобальный тур по Украине, России, Европе и Северной Америке (более 100 концертов).
В конце 2011 года участвовал в создании второго проекта Святослава Вакарчука, под названием Брюссель. В этом проекте Пётр впервые выступил в роли бас-гитариста. А также работал музыкальным продюсером проекта вместе с Милошем Еличем.
Зимой–весной 2013 года записал половину альбома «Земля». 14 февраля и 11 апреля группа выпустила синглы «Обійми» и «Стріляй» и клипы на них. Тогда же, 11 апреля 2013 года, из официальных источников поступила информация о прекращении сотрудничества Петра и группы «Океан Ельзи». Последний концерт в составе группы был сыгран в Ледовом Дворце Санкт-Петербурга 22 февраля 2013 года. В общей сложности, в годы сотрудничества с группой «Океан Ельзи», Пётр отыграл более 500 концертов. Сама группа комментировала этот уход скупо: «Это решение обусловлено, прежде всего, творческими причинами и принято по общему согласию всех участников. Ни Пётр, ни группа в ближайшее время не будут комментировать более того, что уже сказано выше».
На юбилейном концерте группы, сыгранном 21 июня 2014 года на стадионе «Олимпийский», собрались почти все участники группы за 20 лет её существования. Пётр Чернявский в этом концерте не участвовал.

## Сторонние проекты
Помимо основной занятости в группе «Океан Ельзи», Пётр много сотрудничал и до сих пор сотрудничает с музыкантами постсоветского пространства.
Так, в 2007 году, по словам самого музыканта, он участвовал в записи альбома «Werewolf» группы Esthetic Education. Тогда же отыграл с коллективом несколько концертов.
В этом же году принял участие в записи альбома одесской группы Flëur под названием «Эйфория», выпущенной в 2008 году на лейбле Cardiowave.
В августе 2010 года выступил с певицей Земфирой на фестивале «Новая волна» в Юрмале. Спустя время, при его участии была записана песня «Кувырок», вошедшая в альбом певицы Жить в твоей голове. Песня возглавила хит–парад русскоязычных песен 2013 года по мнению издания «Русский Репортер» . 19 сентября 2014 в Москве на вечеринке, посвященной закрытию летнего сезона «Института Стрелка», выступил с Земфирой на сцене в качестве приглашенного гитариста, а также исполнил с певицей дуэтом песню «Mistress» её сайд-проекта The Uchpochmack .
1 апреля 2020 года Пётр вновь замечен в сотрудничестве с певицей, поучаствовав в качестве гитариста, басиста и сопродюсера в выпуске сингла под названием Крым. В сентябре того же года Петр выступил в качестве приглашенного гитариста на фестивале Stereoleto 6 августа в Санкт-Петербурге.
Начиная с 2012 года, Пётр принимает участие в записях дружественного украино-франко-российского проекта Stacey Dogs. В записи альбома «Боги, которых больше нет», вышедшего в 2013 году, принял участие в качестве гитариста. 9 сентября 2014 года вышел новый альбом под названием «Рок-н-ролльщик», в создании которого музыкант выступил в роли мультиинструменталиста и продюсера. Помимо Петра, над проектом работают бас-гитарист Юрий Хусточка, барабанщик Андрей Надольский, французский музыкант Антони Жиро, известный украинский музыкант и продюсер Шура Гера и другие. В марте 2014 года проект выпустил песню «Молчи», которая была записана в январе-феврале под впечатлением украинских событий.
В мае–июне 2013 года Пётр вместе с барабанщиком Андреем Надольским работает над концертной программой проекта Million kopek, основателями и активными участниками которого являются бас-гитарист Юрий Хусточка и французский музыкант Антони Жиро. Репетиции проходили в деревне во Франции и Киеве. Сет был сыгран 16 июля 2013 года в рамках французской программы на Международном Кинофестивале в Одессе. 14 мая 2014 года проект выступил в Париже в рамках фестиваля Ukraine de la nuit.
В январе 2014 года в Таиланде на Karma Sounds Studios состоялась запись сольного альбома Дианы Арбениной. В записи так же приняли участие Владимир Корниенко и Стас Опойченков. Продюсером альбома выступил известный киевский продюсер Евген Ступка. Первые три песни с нового альбома, вышедшие как приложение к журналу «Русский пионер», под названием «Да, так начинается жизнь», «Горы, горы» и «Фиеста» были записаны музыкантами летом 2013 года в Москве на студии Мосфильм. В октябре–ноябре 2013 года состоялось несколько выступлений данного состава на радио и телевидении. Пластинка «Мальчик на шаре» увидела свет 8 июля 2014 года. В первые же часы после старта продаж альбома через iTunes «Мальчик на шаре» вышел в ТОП музыкальных новинок, заняв второе место в рейтинге новых альбомов. 
С февраля 2014 года Пётр сотрудничает с Ярославом Малым под брендами Токио и Мачете. 9 февраля группа Токио с Петром Чернявским на гитаре отыграла концерт на фестивале Red Rocks в Сочи. В марте 2014 года на ICP Studios в Брюсселе была записана песня под названием "Свобода и любовь". Помимо Петра и музыкантов группы Мачете – Глеба Соловьёва (клавишные) и Демьяна Курченко (бас-гитара), в записи принимали участие музыканты из Нидерландов – барабанщик Joost Kroon и пианист Sven Figee. С апреля 2014 года, отыграв концерт в московском клубе 16 тонн Пётр, в составе групп Токио/Мачете, отправляется в небольшой тур по Сибири. 

## Собственные проекты
16 апреля 2014 года, в день своего рождения, музыкант представил первый трек своего сольного проекта «Петя и волки» на площадке Soundcloud. 25 мая 2015 года проект выпустил свой дебютный EP под одноименным названием «Peter and the Wolves». 
1 декабря 2016 года проект выпускает свой первый полноценный альбом под названием «Mojo Diet», в записи которого помимо Петра Чернявского, выступившего в альбоме в качестве музыканта-мультиинструменталиста и продюсера, приняли участие Владимир Корниенко, Станислав Опойченков, Шура Гера, Юрий Хусточка, Дмитрий Шуров, Андрей Надольский и французский музыкант Vincent Dargent, исполнивший вокальную партию на французском языке в треке One Night, который вышел синглом ровно за год до выпуска альбома 1 декабря 2015. Альбом «Mojo Diet» получил очень высокую оценку критиков и был признан одним из главнейших релизов конца 2016 года, а также оказался на первом месте в списке 40-знаковых альбомов Украины по мнению независимого портала Територія Твого Розвитку.
9 августа 2019 года Петр выпускает свой первый сольный украиноязычный сингл, песню-антиутопию под названием "Жах" .

## Продюсерская деятельность
Несмотря на неоднократный опыт Петра в роли продюсера на разнообразных проектах, эту страницу своей деятельности музыкант начал заполнять и активно развивать лишь в начале 2017 года.
23 марта вышел первый сингл «Новi Iмена» с будущего одноименного альбома молодого, но уже достаточно известного инди-коллектива «5 Vymir», спродюсированный Петром Чернявским.
30 марта вышел дебютный мини-альбом «Силою Думки», к которому Пётр Чернявский также приложил руку в качестве музыкального продюсера, нового коллектива «Drama Queen», тем самым музыкант без стеснения начал наращивать вокруг себя массу молодых инди-коллективов, играющих живую гитарную музыку.
12 апреля состоялась премьера пятого студийного альбома украинской группы 5 Vymir под названием «Нові Імена», музыкальным продюсером которого также выступил Пётр Чернявский.
13 декабря у группы Drama Queen выходит новый трек под названием «Ти цілуєш її». Как и предыдущая работа этот трек был создан в сотрудничестве с Петром как с продюсером.
21 декабря Пётр завершил свой продюсерский год выходом англоязычного EP Blaker than Black группы Blake Maloka.

## Дискография

### Абздольц
- Альбом (2004)

### Океан Эльзы
- Gloria (2005)
- Міра  (2007)
- Dolce Vita (2010)
- Земля (2013)

### Esthetic Education
- Werewolf (2007)

### Fleur
- Эйфория (2008)

### Святослав Вакарчук
- Вночі (2008)
- Брюссель (2011)

### Земфира
- Жить в твоей голове (2013)
- Крым (сингл) (2020)

### Stacey Dogs
- Боги, которых больше нет (2013)
- Рок-н-ролльщик (2014)

### Диана Арбенина
- Мальчик на шаре (2014)

### Петя и волки
- Peter and the Wolves EP (2015)
- Mojo Diet (2016)

### Drama Queen
- Силою Думки EP (2017)
- Ти цілуєш її (сингл) (2017)

### Blake Maloka
- Blaker than Black EP (2017)

### Stereorpheo
- Дума (сингл) (2018)
- Щастя (сингл) (2019)

### Петро Чернявський
- Жах (сингл) (2019)

### OLES Целюх
- Запам'ятати (сингл) (2019)